# Chupón (canción)
«Chupón» es el sencillo debut de la cantante mexicana Yeri Mua junto a los cantantes El Gudi, Jey F, Alan Dazmel y Oviña. La canción fue lanzada el 26 de agosto de 2023. Yeri Mua coescribio la canción con El Gudi, Jey F, Alan Dazmel, junto con su productor Oviña.
Chupón es el mayor éxito de la cantante mexicana, contando con más de 108 millones de visualizaciones en YouTube, y 75 millones de reproducciones en Spotify.

## Lanzamiento
En julio de 2023 la influencer dio a conocer que debutaría como cantante, en colaboración con sus amigos. A principios de agosto de 2023 lanzó indirectas en sus redes sociales donde ponía fragmentos donde se escuchaba «Yeri MUA, la que trae los chakales por detrás». Finalmente en agosto lanzó la canción en las plataformas de YouTube, Apple Music y Spotify tras ser filtrada en redes sociales. La canción fue bien y mal recibida por parte de la crítica.

### Promoción
En septiembre de 2023 la influencer y cantante anunció el Tour Chupón en México en promoción de su primera canción debut entre otras canciones junto con El Gudi, Jey F y Alán Dazmel.

## Posicionamiento en listas
| País/Lista (2023)      | Posición más alta |
| ---------------------- | ----------------- |
| México                 | 25                |
| Venezuela              | 130               |
| Chile                  | 185               |
| El Salvador            | 59                |
| Perú                   | 72                |
| México (Shazam Charts) | 58                |

## Premios y nominaciones
| Año  | Premio            | Categoría         | Resultado | Ref.   |
| ---- | ----------------- | ----------------- | --------- | ------ |
| 2023 | Socialteen Awards | Hit Viral del año | Nominada  | [ 11 ] |

## Historial de lanzamientos
| País   | Fecha                | Formato(s)       | Discográfica    | Ref.   |
| ------ | -------------------- | ---------------- | --------------- | ------ |
| Varios | 26 de agosto de 2023 | Descarga digital | Fullbrand Music | [ 12 ] |